# Bayan Obo
| Mongolische Bezeichnung | Mongolische Bezeichnung            |
| ----------------------- | ---------------------------------- |
| Mongolische Schrift:    | ᠪᠠᠶᠠᠨ ᠣᠪᠣᠭ᠋᠎ᠠ ᠠᠭᠤᠷᠬᠠᠢ ᠶᠢᠨ ᠲᠣᠭᠣᠷᠢᠭ    |
| Transliteration:        | bayan oboɣ-a aɣurqai-yin toɣoriɣ   |
| Kyrillische Schrift:    | Баян Овоо Уурхайн дүүрэг           |
| ISO-Transliteration:    | Baân Ovoo Uurxajn dùùrèg           |
| Transkription:          | Bajan Owoo Uurchajn düüreg         |
| Chinesische Bezeichnung |                                    |
| Vereinfacht:            | 白云鄂博矿区、 白云矿区            |
| Pinyin:                 | Báiyún’èbó Kuàngqū, Báiyún Kuàngqū |

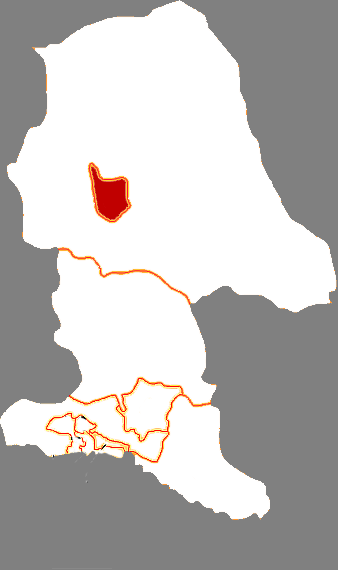
Lage Bayan Obos in Baotou

Der Minendistrikt Bayan Obo (von bayan „reich“ und Obo) ist ein Stadtbezirk der bezirksfreien Stadt Baotou im Autonomen Gebiet Innere Mongolei der Volksrepublik China. Bayan Obo hat eine Fläche von 303 km² und zählt 20.000 Einwohner.

## Erzlagerstätten
Im Norden Bayan Obos befinden sich in metamorphen Gesteinen des Oberen Proterozoikums reiche Lagerstätten von Seltenen Erden, die im Tagebau abgebaut werden.
Die Erzgruben wurden in den 1920er Jahren entdeckt und enthalten Erze aus Eisen, Seltenen Erden und Niob. Hier befinden sich die größten Eisenerzvorkommen von China mit mehr als einer Milliarde Tonnen Reserven. Die Reserven an Erzen der Seltenen Erden übersteigen 35 Millionen Tonnen. Diese bestehen hauptsächlich (zu 80 %) aus Bastnäsit und Monazit mit einem Seltenerdgehalt zwischen 1 und 6,2 %. Da der Thorium-Gehalt im Monazit aus dieser Quelle nur 0,26 % beträgt, während der Seltenerdoxid- und Phosphat-Gehalt mehr als 98 % beträgt, handelt es sich um eine begehrte Sorte für die Herstellung von Seltenerdmetallen. Auch das Bastnäsit hat einen Thorium-Gehalt von nur 0,02 bis 0,28 %.